# Gausvik
Gausvik est une localité du comté de Troms, en Norvège.

## Géographie
Administrativement, Gausvik fait partie de la kommune de Harstad.